# Инопланетная угроза
«Инопланетная угроза» (иногда переводится как «Корабль пришельцев», англ. Alien Cargo) — фантастический фильм 1999 года. Команда грузового межпланетного корабля атакована загадочной инопланетной формой жизни, которая манипулирует людьми, превращая их в крайне агрессивных и злых существ.

## Сюжет
После 8 месяцев гиперсна, на борту грузового межпланетного корабля Solar System Shipping Vessel No.17 (Три S-17) просыпаются Кристофер «Крис» МакНил (Джейсон Лондон) и Тэта Каплан (Мисси Крайдер), вторая смена пилотов. Они понимают, что на корабле что-то пошло не так как планировалось. Они разбужены на много месяцев позже их запланированного пробуждения, многие внутренние системы корабля повреждены и на корабле подходят к концу запасы топлива. И более того, они обнаруживают, что первая смена убита. В ходе фильма вторая смена находит источник абсолютного зла на борту корабля — инопланетную форму жизни, которая может манипулировать сознанием людей.

## В ролях
| Актёр              | Роль                    |
| ------------------ | ----------------------- |
| Джейсон Лондон     | Кристофер «Крис» МакНил |
| Мисси Крайдер      | Тэта Каплан             |
| Саймон Вествей     | Адам Иберра             |
| Элизабет Александр | Роджен Пейдж            |
| Алан Дэйл          | Эйхорн                  |
| Уорик Янг          | Омер Яновец             |
| Дэвид Патерсон     | Уоррен Шидель           |
| Кевин Коуплэнд     | Хант Боллард            |